# Bahram III

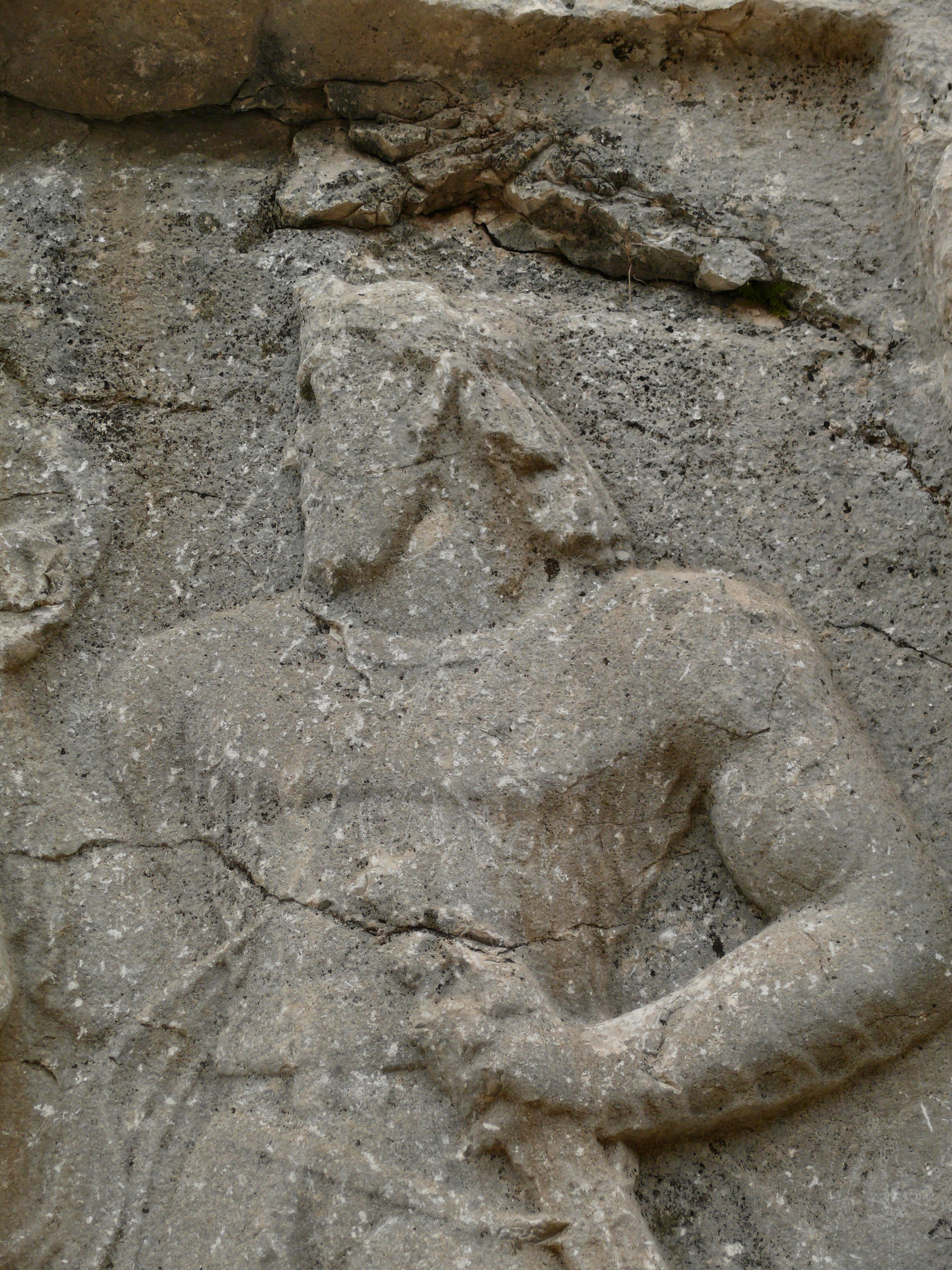
Reliëf, voorstellende Bahram III

Bahram III, ook wel Varahran of Vahram, was een sjah van de Sassaniden, een dynastie die van de 3e eeuw tot 651 over het gebied dat nu Iran is heerste. Bahram III was de zesde sjah van de Sassaniden. Hij was de zoon van Bahram II en achterkleinzoon van Sjapoer I. Zijn opvolger Narses was de jongste zoon van Sjapoer. Narses had de adel aan zijn kant en schoof de jonge Bahram III opzij. Bahram III heerste slechts één jaar over het rijk, namelijk in 293.